# Фериере
Фериѐре (на италиански: Ferriere, на местен диалект al Frèr, ал Фърер) е село и община в северна Италия, провинция Пиаченца, регион Емилия-Романя. Разположено е на 626 m надморска височина. Населението на общината е 1370 души (към 2010 г.).